# Щербаков, Николай Сергеевич
Николай Сергеевич Щербаков (род. 17 июля 1934) — российский учёный в области информатики и вычислительной техники, доктор технических наук, профессор.
Окончил МВТУ им. Н. Э. Баумана по специальности «Радиотехника» (1958).
Работает в НПО «Альтаир» (НИИ-10) — инженер, старший инженер, начальник лаборатории и отдела, начальник комплексного отделения (1958 −1992), первый заместитель Генерального директора (1992—1997), советник Генерального директора (с 1997).
Кандидат (1969), доктор (1984) технических наук, профессор (2001).
Один из руководителей и непосредственный участник создания зенитных ракетных комплексов дальнего, среднего и ближнего рубежей для кораблей ВМФ. Соавтор фундаментальной общей теории аппаратного контроля цифровых автоматов, основанной на использовании аппарата парных разбиений на множествах конечного автомата.
Профессор МИРЭА. Академик Международной академии информатизации (избран 21.10.1998).
Заслуженный деятель науки РФ (2003). Награждён орденами Трудового Красного Знамени (1984), «Знак Почёта» (1977) и 4 медалями.